# Sutlepa
Koordinaten: 59° 3′ N, 23° 36′ O
Sutlepa (schwedisch Sutlep) ist ein Dorf (estnisch küla) in der Landgemeinde Lääne-Nigula (bis 2017: Landgemeinde Noarootsi). Es liegt im westestnischen Kreis Lääne.

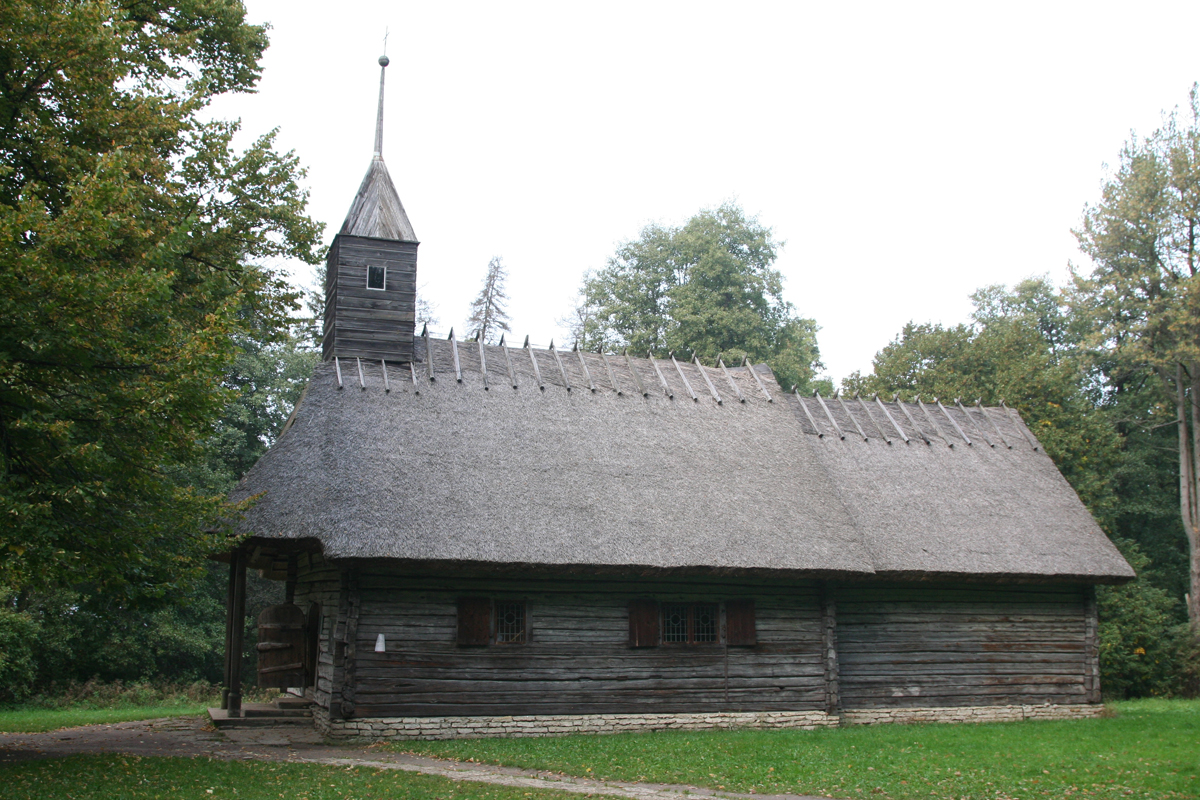
Die protestantische Kapelle von Sutlepa, wie sie heute im Estnischen Freilichtmuseum von Tallinn zu sehen ist.

Das Dorf hat 107 Einwohner (Stand 31. Dezember 2011). Es liegt 13 km nordöstlich von Haapsalu.

## Geschichte
Sutlepa wurde erstmals 1507 als Sutloppe urkundlich erwähnt. Der Ort gehört zum traditionellen Siedlungsgebiet der Estlandschweden. Die meisten von ihnen siedelten im Zuge des Zweiten Weltkriegs nach Schweden um.
Sehenswert sind vor allem die großen Findlinge um das Dorf. Der größte unter ihnen, der Ristikivi, hat eine Höhe von 3,6 Metern und einen Umfang von 29 Metern.
Im Zentrum von Sutlepa befindet sich heute eine Windmühle aus Holz. Sie wurde 2003 nach Plänen aus dem 19. Jahrhundert errichtet. Damals standen im Kirchspiel Noarootsi über hundert solcher Mühlen, von denen aber keine im Original mehr erhalten ist.

## Kirche
Die historische Kapelle von Sutlepa stammt von 1627. Sie gehört damit zu den ältesten erhaltenen Sakralbauten aus Holz im heutigen Estland. 1834 wurde das Gebäude umgestaltet. Das protestantische Gotteshaus bietet 150 Sitzplätze.
In den 1970er Jahren wurde das Gebäude ins volkskundliche Freilichtmuseum der estnischen Hauptstadt Tallinn überführt, wo es heute eine der Hauptattraktionen ist. 